# Pleuraspidotherium aumonieri
Il pleuraspidoterio (Pleuraspidotherium aumonieri) è un mammifero estinto, appartenente ai condilartri. Visse nel Paleocene superiore (circa 60 milioni di anni fa) e i suoi resti fossili sono stati ritrovati in Europa (Francia).

## Descrizione
Questo animale possedeva una corporatura relativamente snella, vagamente simile a quella di un gatto. Anche le dimensioni richiamavano quelle di un felino odierno, e l'altezza al garrese non doveva superare i 25 centimetri. Il cranio era lungo circa 12 centimetri e possedeva un muso allungato anteriormente. La dentatura di Pleuraspidotherium era molto specializzata rispetto a quella di altri animali simili e coevi: i premolari avevano assunto la forma dei molari, e quindi l'intera dentatura della zona delle guance formava un'unica batteria di denti dotati di creste di forma a mezzaluna e ricurve, simili a quelle presenti nei ruminanti attuali. Questa dentatura è nota come selenodonte (dal greco selene, “luna”).

## Classificazione
Pleuraspidotherium è stato ascritto in passato alla famiglia dei meniscoteriidi, un gruppo di mammiferi condilartri di dimensioni medie, caratteristici del Paleocene. Pleuraspidotherium e altri animali simili, come Orthaspidotherium, svilupparono una dentatura particolare e vengono spesso inclusi in una famiglia a sé stante, i Pleuraspidotheriidae. A questa famiglia sono stati attribuiti anche Protoselene e Hilalia. Questi animali possedevano caratteristiche insolite che non permettono di classificarli in alcun gruppo noto, ma potrebbero essere derivati da antenati arctocionidi.

## Paleoecologia
Pleuraspidotherium e Orthaspidotherium sono stati ritrovati nel deposito francese di Cernay, che ha restituito i fossili di numerosi altri mammiferi paleocenici, come Arctocyon, Plesiadapis e Dissacus. La forma del cranio di Pleuraspidotherium indica che questo animale era chiaramente adattato a una dieta vegetariana: la mandibola era allargata posteriormente e probabilmente forniva l'inserzione per un muscolo massetere molto sviluppato, mentre il muscolo temporale era relativamente debole. Queste caratteristiche indicano una notevole azione di masticazione.